# Tine Scheuer-Larsen
Tine Scheuer-Larsen (født 13. marts 1966 i Ølstykke) er en dansk tennisspiller, der var aktiv i årene 1981 - 1996. Hun opnåede at blive den højst rangerede danske kvindelige tennisspiller siden indførelsen af officielle ranglister, da hun i september 1986 opnåede en placering som nummer 34 på WTA's verdensrangliste – en rekord, der holdt i knap 22 år, indtil Caroline Wozniacki i juni 2008 opnåede en bedre placering.
Scheuer-Larsen opnåede sine bedste resultater i damedouble, hvor hun bl.a. vandt 7 WTA-titler i løbet af sin karriere, herunder Swedish Open i Båstad tre gange. Det bedste grand slam-resultat opnåede hun i French Open 1989, hvor hun sammen med franskmanden Catherine Tanvier tabte i kvartfinalen til Steffi Graf og Gabriela Sabatini.
Hendes bedste resultat i damesingle var en finaleplads ved Wild Dunes i Charleston i 1986, hvor hun tabte til amerikaneren Elise Burgin i finalen. Hendes bedste singleresultat i en grand slam-turnering var i French Open 1985 og US Open 1988, hvor hun nåede ottendedelsfinalen.
Scheuer-Larsen er registreret med en usædvanlig rekord i professionel tennis, idet hun er én ud af i alt kun fem professionelle tennisspillere, som har vundet et såkaldt "Golden Set". Scheuer-Larsen udførte denne usædvanlige bedrift i Fed Cup 1995 Europa/Afrika-zone II i en kamp mod Mmaphala Letsatle fra Botswana, som hun vandt med 6-0, 6-0, hvor det første sæt var et "Golden Set".
Scheuer-Larsen deltog i de olympiske sommerlege i 1984 i Los Angeles, hvor tennis var demonstrationssport, og i 1988 i Seoul, hvor hun i damesingle tabte til Natasja Zvereva i ottendedelsfinalen.

## Internationale resultater
Tekst mangler, hjælp os med at skrive teksten

## Fed Cup
Tekst mangler, hjælp os med at skrive teksten

## Nationale resultater
Tine Scheuer-Larsen har vundet 44 individuelle Danmarksmesterskaber i tennis i perioden fra 1981 til 19, heraf 12 i single, 19 i damedouble og 13 i mixed double.
Med sine 44 titler er Scheuer-Larsen den tredjemest vindende kvinde ved DM i tennis, kun overgået af Vera Johansen (53 titler) og Hilde Sperling (51).
- Udendørs-DM i tennis
  - Damesingle
    -  Guld (6): 1981, 1982, 1983, 1986, 1987, 1993.

  - Damedouble
    -  Guld (7): 1981, 1982 (m. Anne-Mette Sørensen), 1983 (m. Anne Møller), 1987, 1988 (m. Lone Vandborg), 1994, 1995 (m. Karin Ptaszek).

  - Mixed double
    -  Guld (5): 1981, 1983 (m. Peter Bastiansen), 1986, 1987, 1988 (m. Michael Mortensen).

- Indendørs-DM i tennis
  - Damesingle
    -  Guld (6): 1982, 1983, 1984, 1986, 1987, 1989.

  - Damedouble
    -  Guld (12): 1981, 1982 (m. Anne-Mette Sørensen), 1983 (m. Therese Arildsen), 1984, 1986, 1987, 1989, 1990 (m. Lone Vandborg), 1992 (m. Henriette Kjær-Nielsen), 1993, 1994, 1996 (m. Karin Ptaszek).

  - Mixed double
    -  Guld (8): 1982, 1984 (m. Peter Bastiansen), 1983 (m. Martin Hansen), 1986, 1987, 1989, 1990, 1991 (m. Michael Mortensen).

## Priser
- Dansk Tennis Forbunds Landskampsnål (1982)
- Årets Tennisspiller (1983, 1986)
- Kong Frederik d. IX's Ærespræmie (1987)
- ITF Award for Services to the Game (1990)
- KB's Æresgalleri (1995)
- Fed Cup Commitment Award (2017)[2]